# Izoterma sorpcji
Izoterma sorpcji - to zależność wielkości sorpcji od stężenia lub ciśnienia cząstkowego sorbowanej substancji w ustalonej temperaturze. Typowym przykładem jest zależność wilgotności materiału od wilgotności względnej powietrza.